# Sphaerotherium obtusum
Sphaerotherium obtusum är en mångfotingart som beskrevs av Carl Ludwig Koch 1863. Sphaerotherium obtusum ingår i släktet Sphaerotherium och familjen Sphaerotheriidae. Inga underarter finns listade i Catalogue of Life.